# Jeremy Gilley
Jeremy Gilley (né en 1969 à Southampton en Angleterre) est un acteur et réalisateur anglais, fondateur de Peace One Day, une ONG qui milite pour l’instauration et la promotion d’une journée mondiale de cessez-le-feu et de non-violence.

## Biographie
Après une carrière d’une dizaine d’années en tant qu'acteur, Jeremy Gilley crée en 1994 la société cinématographique P.U.R.E. Productions avec l’ambition de réaliser ses propres films.
À la fin des années 90, s’interrogeant à propos de la paix dans le monde, il découvre que la journée qui lui est consacrée par les Nations unies depuis 1981 n’est pas respectée car elle n’a pas de date fixe (elle est célébrée le troisième mardi du mois suivant l'ouverture de l'Assemblée générale des Nations unies).
Il décide de s’engager dans une croisade auprès des chefs d’État de tous les pays pour les convaincre de la nécessité de créer une journée mondiale de cessez-le-feu et de non-violence, qui serait un point de départ pour l’instauration de la paix dans le monde. Il choisit la date du 21 septembre en mémoire de son grand-père, prisonnier de guerre mort des suites de l’explosion de la bombe atomique à Nagasaki.
Pour témoigner de cette campagne au nom de la paix, il entame en 1998 la réalisation d’un documentaire, Peace One Day (sorti en 2004), qui en retracera les moments clés.
En 1999, il fonde l’organisation sans but lucratif Peace One Day, dont l’objectif est l’instauration d’une Journée internationale de la paix le 21 septembre qui institutionnaliserait un arrêt des hostilités sur toute la planète et des actions de sensibilisation auprès du public.
Le 7 septembre 2001, ses efforts sont récompensés avec l’adoption par l'Assemblée générale des Nations unies d’une résolution, soumise par les gouvernements du Royaume-Uni et du Costa Rica, instaurant le 21 septembre comme Journée internationale de la paix,. 
La première Journée internationale de la paix à date fixe est ainsi célébrée le 21 septembre 2002.
Dans un second film, The Day After Peace (sorti en 2008), Jeremy Gilley revient sur son parcours personnel en faveur de l’instauration de la Journée internationale de la paix et poursuit sa réflexion sur les possibilités qu’offre cette institution. Le film rend compte, par exemple, d’une grande campagne de vaccination organisée en septembre 2007 en Afghanistan, et soutenue par l’UNICEF et l’Organisation mondiale de la santé,.
Le film a été récompensé au Festival du film indépendant de Washington en 2009.
En 2010, Peace One Day et son fondateur Jeremy Gilley ont reçu le prix Wateler de la paix.

## Vie privée
Jeremy Gilley a vécu en couple avec l’actrice Emilia Fox dont il a eu une fille, Rose, née en 2010,.